# Virgilio Alvia
Virgilio Alvia Camarena (ur. 25 stycznia 1990) – panamski zapaśnik walczący w stylu klasycznym. Siódmy na mistrzostwach panamerykańskich w 2013. Srebrny medalista igrzysk Ameryki Środkowej w 2010 i brązowy w 2013 roku.